# Ansamblul de la Bamian

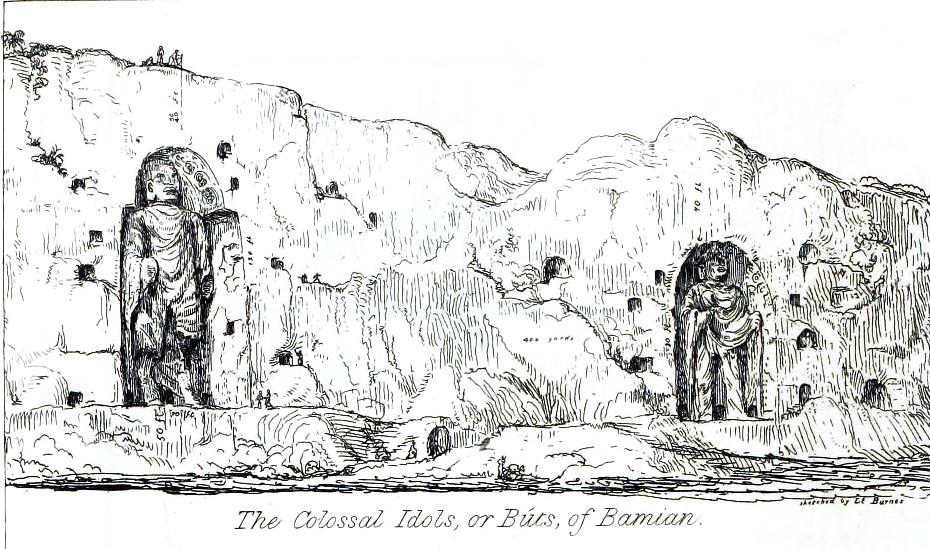
Desen din 1833 al ansamblului

Ansamblul de la Bamian este un sit arheologic situat în Munții Hindukuș din Afganistan, la altitudinea de 2500 m, celebru pentru cele două statui colosale ale lui Buddha, statui săpate în stâncă și distruse prin dinamitare de talibani la 1 martie 2001, cu toate că monumentele se găseau înscrise de UNESCO pe lista patrimoniului universal.
Una din statui, sculptată în anul 507, avea o înălțime de 38 de metri iar cealaltă, sculptată în anul 554, avea înălțimea de 58 de metri.